# Lindsaea coursii
Lindsaea coursii är en ormbunkeart som först beskrevs av Tard.-blot, och fick sitt nu gällande namn av Kramer. Lindsaea coursii ingår i släktet Lindsaea och familjen Lindsaeaceae. Inga underarter finns listade.